# Црква Похода Блажене дјевице Марије
Црква Похођења Блажене дјевице Марије је римокатоличка црква у Бањој Луци. Данас је то жупна црква парохије Ходочашћа Пресвете Богородице у Бањој Луци. У близини се налази КШЦ „Бл. Иван Мерц” и Украјинска гркокатоличка црква Христа Царја.

## Историјат
Парохија је више пута мењала седиште. Пресељена је на садашњу локацију, некада звана Латинска махала, 1859. године, када је ту подигнута парохијска кућа и скромна капела. Данашња црква Похода Пресвете Богородице подигнута је 1891. године. Након земљотреса који је 1969. године погодио Бањалуку, знатно је оштећена, али је темељно обновљена. Године 1992. црква је оштећена током Рата у Херцеговини, али је служила сврси током целог рата.
Поред цркве се налази парохијски дом, који је подигнут тридесетих година 20. века. Циљ је био да станови у кући не буду само за парохију, већ да се она сама финансира издавањем, пошто парохија нема друге некретнине. После Другог светског рата највећи део куће је национализован и никада није враћен Бањалучкој епархији. У јуну 1995. године кућа је тешко оштећена експлозивном направом, а у њу су се уселиле српске избеглице. Парохији је остала на располагању само једна просторија као канцеларија. Након неколико година да се бар канцеларија и стан за свештеника обнови.
У дворишту цркве налази се споменик посвећен Ивану Мерцу, јер је управо у тој цркви уписан у матичну књигу крштених.

## Рeференце
1. ↑  Župa Pohoda Blažene Djevice Marije proslavila svoju nebesku zaštitnicu ktabbih.net 3. 6. 2024.
2. 1 2 3  „Župa Banja Luka”. biskupija-banjaluka.org. Приступљено 2018-11-11.